# Бранч (Арканзас)
Бранч (енгл. Branch) град је у америчкој савезној држави Арканзас.

## Демографија
По попису из 2010. године број становника је 367, што је 10 (2,8%) становника више него 2000. године.
| Група             | 2000.       | 2010.       |
| Белци             | 343 (96,1%) | 351 (95,6%) |
| Афроамериканци    | 0 (0,0%)    | 0 (0,0%)    |
| Азијати           | 3 (0,8%)    | 1 (0,3%)    |
| Хиспаноамериканци | 2 (0,6%)    | 6 (1,6%)    |
| Укупно            | 357         | 367         |